# Universidad Estatal de Tomsk
La Universidad Estatal Nacional de Investigación de Tomsk (TSU) (en ruso : Национа́льный иссле́довательский То́мский госуда́рственный университе́т) (ТГУ) -es la primera universidad en Siberia (en realidad, la primera universidad en Rusia al este del Volga ), su creación estuvo basada en la decisión del Consejo de Estado del Imperio Ruso, el 16 de mayo de 1878 en Tomsk. 

## Historia
La primera universidad de Siberia fue fundada en 1878 e inaugurada en 1888 como parte de un solo departamento - de medicina, que se transformó posteriormente en una Universidad Médica Estatal de Siberia. 
En 1934 la universidad fue nombrada en honor del revolucionario y estadista soviético ruso y líder del partido Valerián Kúibyshev, que estudió en la Facultad de Derecho de la Universidad Imperial de Tomsk en 1909, siendo expulsado de la misma al año siguiente debido a sus actividades revolucionarias. Delante del edificio principal del TSU pusieron su estatua en pleno desarrollo de la universidad, demolida en los años de la perestroika. En 1967 la universidad fue galardonada con la medalla de la Bandera Roja del Trabajo, y en 1980 con la Orden de la Revolución de Octubre. 
En 1937, los empleados del NKVD habían descubierto en la TSU a un grupo de agentes de terrorismo que trabajó "con la invención y la aplicación de sofisticados métodos de terror, en particular a través de instrumentos en silencio, por los cuales uno podría llegar a una determinada distancia mediante un tipo de agujas proyectil, con curare, o veneno."

## Departamentos
| Departamento de                                                                                   | Fundado en |
| ------------------------------------------------------------------------------------------------- | ---------- |
| Mecánica y Matemáticas                                                                            | 1948       |
| Física                                                                                            | 1948       |
| Radiofísica                                                                                       | 1953       |
| Física e Ingeniería                                                                               | 1963       |
|                                                                                                   | 1970       |
| Estudios de Computación                                                                           | 1986       |
| Edafología y Biología                                                                             | 1932       |
| Geología y Geografía                                                                              | 1933       |
| Química                                                                                           | 1932       |
| Departamento Internacional de Agricultura y Ecología                                              | 1994       |
| Historia                                                                                          | 1917       |
| Filología                                                                                         | 1917       |
| Filosofía                                                                                         | 1987       |
| Idiomas                                                                                           | 1995       |
| Artes y Cultura                                                                                   | 1994       |
| Económicas                                                                                        | 1963       |
| Derecho                                                                                           | 1897       |
| Psicología                                                                                        | 1997       |
| Departamento de Administración Internacional Archivado el 20 de julio de 2011 en Wayback Machine. | 1992       |
| Empresariales                                                                                     | 1991       |
| Educación Militar                                                                                 | 1926       |